# Tjuvesjöarna
Tjuvesjöarna är varandra näraliggande sjöar i Färgelanda kommun i Dalsland och ingår i Göta älvs huvudavrinningsområde.
- Tjuvesjöarna (Torps socken, Dalsland), sjö i Färgelanda kommun, 58°28′26″N 11°59′32″Ö / 58.4739°N 11.9921°Ö (1,4 ha)
- Tjuvesjöarna, Dalsland, sjö i Färgelanda kommun, 58°28′30″N 11°59′07″Ö / 58.475°N 11.9853°Ö (2,1 ha)